# Vlag van Christmaseiland

Vlag van Christmaseiland (ratio 1:2)

De vlag van Christmaseiland is in gebruik sinds 14 april 1986, maar is pas sinds 26 januari 2002 de officiële vlag van het eiland.
De vlag bestaat uit een groen en blauw vlak, die respectievelijk het land en de zee symboliseren. In de rechterbovenhoek is de witstaartkeerkringvogel opgenomen, deze vogel is een nationaal symbool. In de linkeronderhoek staat het zuiderkruis, dit sterrenbeeld is ook in de vlag van Australië opgenomen.
Ten slotte is in het midden van de vlag de contour van het eiland opgenomen, aanvankelijk was de gele cirkel alleen bedoeld om het eiland op te laten vallen ten opzichte van de groene achtergrond, inmiddels staat het geel symbool voor de mijnindustrie.